# 梅鋗 (秦)
梅鋗（前3世纪?—前196年），中國秦末漢初人，長沙王吳芮部將。

## 簡介
梅鋗先祖，為春秋時代越國國王勾踐後代，越國滅亡後，逃到丹阳郡（今江蘇省），並改以梅為姓。楚国末期，散居沅湘。秦滅楚後，再逃到南海郡（今廣東省），從此定居。
秦朝末年，梅鋗率眾響應陳胜、吳廣的大澤鄉起義，令族人每户出壮丁一人，“编为什伍”，並投靠番陽君吳芮。秦二世三年（前207年），奉吳芮命举百越兵北伐秦军，在湖陽（今河南唐河）遇上劉邦西進部隊，並合兵攻下析縣和酈縣，最後攻下武關，協助劉邦率先攻入咸陽。前206年，項羽因其功大，封十萬戶侯。
漢王劉邦滅楚後，梅鋗被劉邦封為「台侯」，封地於“台以南諸邑”，但實為劉邦耍詐，因台嶺以南早為趙佗領有，有名無土；梅鋗只好率兵歸附時任長沙王的舊長官吳芮，到長沙國益陽縣梅山開墾（今湖南省安化縣梅城鎮）。

## 外部連結
- 梅鋗与梅山文化